# Brighamia
Brighamia es un género de plantas con flores perteneciente a la familia Campanulaceae. Contiene dos especies de plantas diferenciadas de otros géneros por tener el tallo suculento y delgadas flores tubulares. Es originario de las islas Hawaii.

## Taxonomía
El género fue descrito por Lyman Bradford Smith y publicado en Proceedings of the American Academy of Arts and Sciences 7: 185. 1868. La especie tipo es: Brighamia insignis A.Gray	

## Especies aceptadas
A continuación se brinda un listado de las especies del género Brighamia aceptadas hasta octubre de 2013, ordenadas alfabéticamente. Para cada una se indica el nombre binomial seguido del autor, abreviado según las convenciones y usos.
- Brighamia insignis A.Gray
- Brighamia rockii H.St.John